# Przedstawiciel handlowy
Przedstawiciel handlowy (inaczej: sprzedawca terenowy, komiwojażer lub zwyczajnie handlowiec) – osoba odpowiedzialna za pozyskiwanie i obsługę klientów dla zatrudniającego go przedsiębiorstwa. Najczęściej związany z firmą umową o pracę, zlecenie, czasem umową o współpracy.
Przedstawiciel handlowy ma obowiązek osiągania określonych poziomów sprzedaży miesięcznej (tzw. targetów sprzedaży). Do typowych obowiązków przedstawiciela handlowego należy:
- budowanie dystrybucji
- osiąganie zakładanych przychodów
- obsługa handlowa klientów w wyznaczonym regionie.
- monitorowanie konkurencji
- merchandising.

Praca handlowca, oprócz wiedzy i umiejętności sprzedażowych, wymaga specyficznych kompetencji miękkich
.